# جووانی لانزا
جیووانی لانزا (انگلیسی: Giovanni Lanza؛ ۱۵ فوریهٔ ۱۸۱۰ – ۹ مارس ۱۸۸۲) یک سیاست‌مدار اهل پادشاهی ایتالیا بود.